# Suraua
Suraua è stato un comune svizzero di 238 abitanti nel distretto di Surselva (Canton Grigioni). 

## Storia
Il comune di Suraua stato istituito il 1º gennaio 2002 con la fusione dei comuni soppressi di Camuns, Surcasti, Tersnaus e Uors-Peiden (a sua volta istituito nel 1963 con la fusione dei comuni soppressi di Peiden e Uors). È stato soppresso il 31 dicembre 2012: il 1º gennaio 2013 è stato aggregato agli altri comuni soppressi di Cumbel, Degen, Lumbrein, Morissen, Vella, Vignogn e Vrin per formare il nuovo comune di Lumnezia, dal 2016 nella regione Surselva.

## Monumenti e luoghi d'interesse

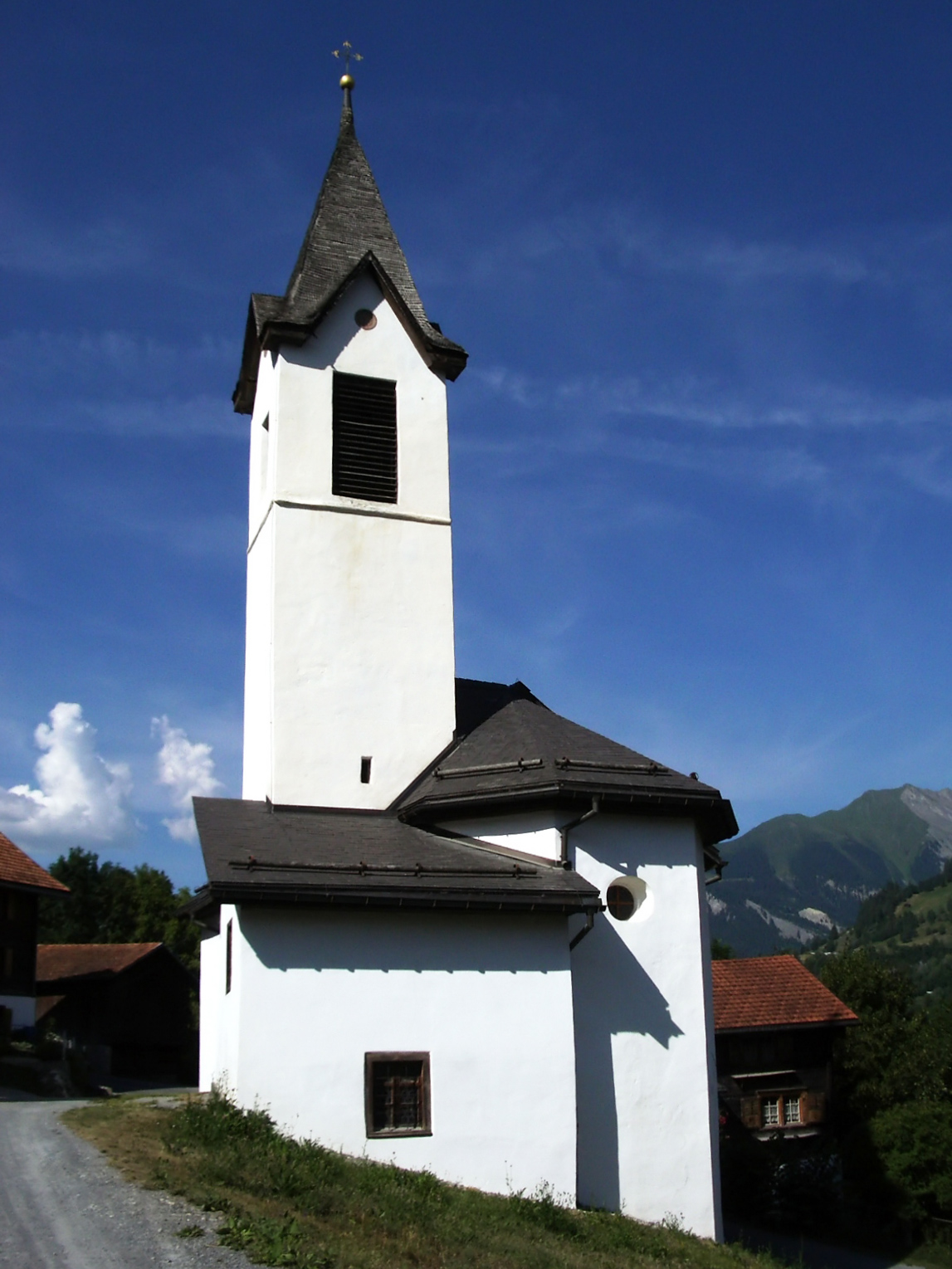
La chiesa di Peiden

- La chiesa di Peiden